# Nikolás Sánchez Izquierdo
Nikolás Sánchez Izquierdo (* 15. März 1999 in Barcelona) ist ein spanischer Tennisspieler.

## Karriere
Sánchez Izquierdo nahm nur selten an der ITF Junior Tour teil, konnte jedoch einen Einzeltitel auf einem unterklassigen Turnier gewinnen. Seine höchste Platzierung in der Junioren-Rangliste war Rang 407.
Im Jahr 2017 begann er seine Karriere auf der Profitour, zunächst hauptsächlich auf der drittklassigen ITF Future Tour. Bereits im folgenden Jahr erreichte er im Einzel zum ersten Mal ein Finale und schied zudem dreimal im Halbfinale aus. Damit verbesserte er sich in der Weltrangliste auf Platz 578. In den darauffolgenden zwei Jahren konnte er jeweils zwei Future-Titel gewinnen und auch erste Erfolge auf der höher dotierten ATP Challenger Tour verbuchen. So erreichte er in Sibiu 2019 die dritte  Runde eines Challenger-Turniers. Gleichzeitig gewann er im Doppel seinen bisher einzigen Titel, wobei sein Fokus weiterhin auf dem Einzel lag.
In den Jahren 2021 und 2022 konnte Sánchez Izquierdo jeweils nur einmal ein Turnier gewinnen. 2021 gelang ihm jedoch in Braga erstmals der Einzug in ein Challenger-Halbfinale, in dessen Verlauf er die damalige Nummer 111 der Weltrangliste, Taro Daniel, besiegte.
2022 folgte beim Turnier in Roseto degli Abruzzi ein weiterer Halbfinaleinzug. Diese Erfolge spiegelten sich auch in seiner Weltranglistenplatzierung wider, wo er erstmals unter die Top 300 kam und im September 2022 mit Platz 238 seine bisher beste Platzierung erreichte. In den folgenden Monaten stagnierte er jedoch im Ranking.
Im Jahr 2023 erreichte er beim Turnier in Blois sowie 2024 bei den Turnieren in Girona und Porto erneut Halbfinals. Zudem stockte er seine Bilanz im Einzel auf insgesamt elf Titel auf. Sein größter Erfolg war jedoch die Qualifikation für sein erstes Turnier auf der ATP Tour: Beim Turnier in Lyon besiegte er in der Qualifikation den Top-100-Spieler Constant Lestienne und den Spanier Javier Barranco Cosano. Im Hauptfeld unterlag er schließlich dem Argentinier Tomás Martín Etcheverry in drei Sätzen.